# Championnat du Paraguay de football 1939
Navigation
Édition précédente Édition suivante
La 29e édition du championnat du Paraguay de football est remportée par le Club Cerro Porteño. C’est le sixième titre de champion du club. Cerro Porteño l’emporte avec 4 points d’avance sur Club Olimpia. Club Nacional complète le podium.
Le club de Club Atlético Corrales est exempté de championnat pour lui permettre de réaliser une grande tournée américaine. En une année, il dispute 53 matchs amicaux.
Une poignée de résultats seulement est connue. Le classement général est incomplet.
Le meilleur buteur du championnat est Teófilo Espínola (Club Libertad) avec 28 buts marqués en 20 matchs.
Le championnat de la Federación Paraguaya de Deportes est remporté par 24 de Setiembre.

## Les clubs de l'édition 1939
| \| Asuncion: · Olimpia · Nacional · Sol de América · Guaraní · Cerro Porteño · River Plate · Atlántida · Club Atlético Corrales Asuncion Club Presidente Hayes Club Sportivo Luqueño \| Localisation des clubs engagés dans le championnat. |
| Asuncion: · Olimpia · Nacional · Sol de América · Guaraní · Cerro Porteño · River Plate · Atlántida · Club Atlético Corrales Asuncion Club Presidente Hayes Club Sportivo Luqueño                                                           |

| Club                   | Stade | Capacité | Ville    |
| ---------------------- | ----- | -------- | -------- |
| Atlántida Sport Club   | -     | -        | Asuncion |
| Club Atlético Corrales | -     | -        | Asuncion |
| Club Cerro Porteño     | -     | -        | Asuncion |
| Club Guaraní           | -     | -        | Asuncion |
| Club Libertad          | -     | -        | Asuncion |
| Club Nacional          | -     | -        | Asuncion |
| Club Olimpia           | -     | -        | Asuncion |
| Club Presidente Hayes  | -     | -        | Tacumbu  |
| Club River Plate       | -     | -        | Asuncion |
| Club Sol de América    | -     | -        | Asuncion |
| Sportivo Luqueño       | -     | -        | Luque    |

## Compétition

### Classement
| Rang | Équipe                 | Pts | J  | G | N | P | Bp | Bc | Diff |
| ---- | ---------------------- | --- | -- | - | - | - | -- | -- | ---- |
| 1    | Club Cerro Porteño (T) | 35  | 20 | . | . | . | .  | .  | 0    |
| 2    | Club Olimpia (T)       | 32  | 20 | . | . | . | .  | .  | 0    |
| 3    | Club Nacional          | 24  | 20 | . | . | . | .  | .  | 0    |
| 4    | Club Presidente Hayes  | 21  | 20 | . | . | . | .  | .  | 0    |
| 5    | Club Libertad          | 19  | 20 | . | . | . | .  | .  | 0    |
| 6    | Atlántida Sport Club   | 19  | 20 | . | . | . | .  | .  | 0    |
| 7    | Club Guaraní           | 17  | 20 | . | . | . | .  | .  | 0    |
| 8    | Club Sol de América    | 17  | 20 | . | . | . | .  | .  | 0    |
| 9    | Club River Plate       | 14  | 20 | . | . | . | .  | .  | 0    |
| 10   | Sportivo Luqueño       | 13  | 20 | . | . | . | .  | .  | 0    |

| Légende : Qualifications et relégations | Légende : Qualifications et relégations |
| --------------------------------------- | --------------------------------------- |
|                                         | Champion du Paraguay                    |
|                                         | Relégation en deuxième division         |
|                                         | (T) : Tenant du titre (P) : Promus      |

## Bilan de la saison
| Championnat du Paraguay de football 1939                             |                               |
| Champion                                                             | Club Cerro Porteño (6e titre) |
| Promotions et relégations                                            |                               |
| Promus en Primera División                                           | Aucun                         |
| Relégués en Championnat du Paraguay de football de deuxième division | Aucun                         |

## Statistiques

### Meilleur buteur
1. Teófilo Espínola (Libertad) 28 buts